# Wola Łobudzka
Wola Łobudzka – wieś w Polsce położona w województwie łódzkim, w powiecie zduńskowolskim, w gminie Szadek.
W latach 1975–1998 miejscowość administracyjnie należała do województwa sieradzkiego.
Odkryto tutaj cmentarzysko kultury przeworskiej z okresu rzymskiego (II–III wieku n.e.) liczące ponad 100 grobów. W jednym z nich w 1986 roku znaleziono unikatowy gliniany pucharek z trzema uszkami, zdobiony ornamentami m.in. w postaci pływających ptaków, zapewne perkozów. Znaleziono również fragmenty ceramiki kultury trzcinieckiej.
Folwark w tej wsi przed II wojną światową należał do Ksawerego Niemyskiego. Do końca lat siedemdziesiątych XX wieku istniał dwór zamieszkiwany przez kilka rodzin. Nie remontowany, popadł w ruinę i w latach osiemdziesiątych został rozebrany.